# سميح غولر
سميح غولر (بالتركية: Semih Güler)‏ هو لاعب كرة قدم ألماني في مركز الدفاع، ولد في 30 نوفمبر 1994 في كاستروب راوكسل في ألمانيا. لعب مع أيوب سبور وإسكيشهرسبور.

## وصلات خارجية
- سميح غولر على موقع الاتحاد الأوربي (الإنجليزية)
- سميح غولر على موقع اتحاد تركيا (لاعب) (الإنجليزية)
- سميح غولر على موقع قاعدة بيانات كرة القدم.إي يو (الإنجليزية)
- سميح غولر على موقع Soccerway.com (الإنجليزية)